# Natació sincronitzada al Campionat del Món de natació de 2013 – Rutina de duet tècnic
La prova de duet tècnic es va celebrar el 21 de juliol de 2013 al Palau Sant Jordi. Al matí va ser la ronda classificatòria i a la tarda la ronda final.

## Resultats
Verd: Classificats per la final
| Posició | Nedadores                                          | País            | Preliminar | Preliminar | Final  | Final   |
| Posició | Nedadores                                          | País            | Punts      | Posició    | Punts  | Posició |
| ------- | -------------------------------------------------- | --------------- | ---------- | ---------- | ------ | ------- |
| 1       | Svetlana Kolesnixenko Svetlana Romaxina            | Rússia          | 97.000     | 1          | 97.300 | 1       |
| 2       | Jiang Tingting Jiang Wenwen                        | R.P. de la Xina | 94.800     | 2          | 94.900 | 2       |
| 3       | Ona Carbonell Margalida Crespí                     | Espanya         | 93.900     | 3          | 93.800 | 3       |
| 4       | Lolita Ananasova Anna Voloxina                     | Ucraïna         | 91.800     | 4          | 92.400 | 4       |
| 5       | Yumi Adachi Yukiko Inui                            | Japó            | 90.400     | 5          | 91.700 | 5       |
| 6       | Chloe Isaac Karine Thomas                          | Canadà          | 89.700     | 6          | 90.000 | 6       |
| 7       | Evangelia Platanioti Despoina Solomou              | Grècia          | 89.200     | 7          | 88.300 | 7       |
| 8       | Olivia Allison Jenna Randall                       | Regne Unit      | 87.700     | 8          | 87.800 | 8       |
| 9       | Linda Cerruti Costanza Ferro                       | Itàlia          | 87.300     | 9          | 87.800 | 9       |
| 10      | Kim Jin-Gyong Kim Jong-Hui                         | Corea del Nord  | 84.100     | 10         | 84.700 | 10      |
| 11      | Soňa Bernardová Alžběta Dufková                    | Txèquia         | 83.900     | 11         | 84.600 | 11      |
| 12      | Isabel Delgado Nuria Diosdado                      | Mèxic           | 83.300     | 12         | 83.800 | 12      |
| 13      | Lorena Molinos Giovana Stephan                     | Brasil          | 83.300     | 13         | 82.500 | 13      |
| 14      | Pamela Fischer Anja Nyffeler                       | Suïssa          | 82.000     | 14         | 82.200 | 14      |
| 15      | Etel Sanchez Sofia Sanchez                         | Argentina       | 79.300     | 15         | 79.800 | 15      |
| 16      | Alexandra Nemitx Iekaterina Nemitx                 | Kazakhstan      | 78.000     | 16         | 78.300 | 16      |
| 17      | Estefania Alvarez Piedrahita Monica Arango Estrada | Colòmbia        | 77.700     | 17         | 17     | 17      |
| 18      | Wiebke Jeske Edith Zeppenfeld                      | Alemanya        | 77.600     | 18         | 16     | 18      |
| 19      | Irina Limanouskaia Ia Zhixkevitx                   | Belarús         | 77.300     | 19         | 15     | 19      |
| 20      | Kristina Krajčovičová Jana Labáthová               | Eslovàquia      | 77.100     | 20         | 14     | 20      |
| 21      | Anastasia Ruzmetova Anastasia Zdraikovskaia        | Uzbekistan      | 72.100     | 21         | 13     | 21      |
| 22      | Olia Burtaev Bianca Hammett                        | Austràlia       | 71.700     | 22         | 12     | 22      |
| 23      | Caitlin Anderson Kirstin Anderson                  | Nova Zelanda    | 71.200     | 23         | 11     | 23      |
| 24      | Gu Se-Ul Kim Ka-Young                              | Corea del Sud   | 70.800     | 24         | 10     | 24      |
| 25      | Ana Cekić Jovana Petrović                          | Sèrbia          | 70.000     | 25         | 9      | 25      |
| 26      | Chen Mei Qi Stephanie Yap Yu Hui Crystal           | Singapur        | 69.800     | 26         | 8      | 26      |
| 27      | Anouk Stephanie Eman Kyra Hoevertsz                | Aruba           | 69.600     | 27         | 7      | 27      |
| 28      | Maria Kirkova Katlina Yordanova                    | Bulgària        | 68.500     | 28         | 6      | 28      |
| 29      | Albany Avila Karla Loaiza                          | Veneçuela       | 67.200     | 29         | 5      | 29      |
| 30      | Bianca Benavides Violeta Mitnian                   | Costa Rica      | 66.300     | 30         | 4      | 30      |
| 31      | Cho Man Yee Nora Lau Michelle Hoi Ting             | Hong Kong       | 61.800     | 31         | 3      | 31      |
| 32      | Carmen Alfonso Rodriguez Odailys Suarez Castillo   | Cuba            | 31.100     | 32         | 2      | 32      |
| 33      | Aphichaya Saengrusamee Arpapat Saengrusamee        | Tailàndia       | 55.400     | 33         | 1      | 33      |